# Henri Michel (paysagiste)
Pour les articles homonymes, voir Henri Michel et Michel.
Marie Joseph Louis Émile Henri Michel (Arcier, 17 décembre 1854 - Besançon, 24 juin 1930) est un architecte-paysagiste, archéologue et peintre français.

## Biographie
Élève à l’École des Beaux-Arts de Jean-Léon Gérôme, il choisit la même carrière d'architecte-paysagiste que son père, Brice Michel. Il est envoyé par la ville de Besançon pour la représenter avec une délégation, à l'Exposition universelle de Philadelphie (1876).
En 1878, paysagiste à Lima, il fonde avec Olivier Ordinaire, une association d'archéologues qui entreprend des fouilles sur les sites et tertres funéraires autour de la capitale. Ses recherches lui permettent ainsi de voyager à travers tout le pays et de recueillir aussi des plantes en prévision d'un acclimatation en France. Il dresse de nombreux dessins des paysages, des peuples et des scènes de la vie quotidienne du Pérou et, en parallèle, mène des études sur les langues indigènes de la sierra comme le quechua et l'aymara et sur les contes et légendes traditionnels du pays.
À son retour en France en 1886, il devient professeur d'arts décoratifs à l'école des beaux-arts de Besançon. Il continue dans le Doubs comme membre de la Société d'émulation du département, ses travaux d'archéologie.
En 1909, il est nommé conservateur du musée archéologique de Besançon et, en 1926, il participe à la fondation de la Société d'histoire naturelle du Doubs.
Il est fait Chevalier de la Légion d'honneur le 30 décembre 1909.

## Travaux
- Note sur quelques plantes américaines pouvant être acclimatées en France, Mémoires de la Société d'émulation du Doubs, 1886, p. 346-352
- Histoire d'un trésor, Annales franc-comtoises, vol.III, 1891